# Fraterno di Auxerre
Fraterno (... – Auxerre, 29 settembre V secolo) è stato vescovo di Auxerre nella seconda metà del V secolo. È venerato come santo dalla Chiesa cattolica.
La diocesi di Auxerre conserva un antico testo, le Gesta pontificum Autissiodorensium, databile alla fine del IX secolo e composto sullo stile del Liber pontificalis della Chiesa di Roma, nel quale Fraterno compare al 9º posto nella lista dei vescovi di questa antica diocesi, tra i vescovi Alodio e Censurio.
Non si conoscono documenti coevi del suo episcopato, che si deve collocare tra il 448, anno della morte di san Germano, e il 475, quando è documentato il suo successore Censurio. Le Gesta riportano informazioni che non sono documentabili storicamente e che i vari autori tendono a scartare: alla morte di Alodio, successore di Germano, la sede di Auxerre sarebbe rimasta vacante per 10 anni a causa delle invasioni dei barbari; alla fine venne eletto Fraterno, che tuttavia fu ucciso dai barbari il giorno stesso della sua consacrazione. Morì, secondo le Gesta, il 29 settembre, e fu sepolto nella chiesa di Saint-Germain d'Auxerre. Alla stessa data è commemorato nel martirologio geronimiano. Nel 1634 il vescovo di Auxerre Dominique Séguier procedette alla ricognizione dei resti del santo conservati nella cripta di San Germano.
Menzionato come martire nel Martirologio Romano redatto dal Baronio, l'odierno martirologio, riformato a norma dei decreti del concilio Vaticano II, fa memoria del santo vescovo con queste parole: